# ماريو دوناتوني
ماريو دوناتوني (بالإيطالية: Mario Donatone)‏ (9 يونيو 1933- 14 أبريل 2020) هو ممثل إيطالي. 